# Спрей (яхта)
„Спрей“ (на английски: Spray) е 36,7-футов (11,20 m) гафелен шлюп, стар съд за лов на стриди, преоборудван от капитан Джошуа Слоукъм за осъществяването на първата в историята самотна околосветска обиколка.
Джошуа Слоукъм обикаля Земята за три години, стартирайки на 24 април 1895 г. от Бостън, Масачузетс и завършвайки на 27 юни 1898 г. в Нюпорт, Роуд Айлънд.
През ноември 1909 г. „Спрей“ с капитан Слоукъм на борда изчезва в района на Винярд Хейвън, Масачузетс на път за Южна Америка.

## История

### Строежът на „Спрей“
През 1882 г., две години след оттеглянето си в Бостън, капитан Слоукъм приема „Спрей“ като подарък от стария си приятел, китоловеца капитан Ийбън Пиърс. По това време „Спрей“ е на стапел насред полето край Феърхeйвън, недалеч от морето и в много лошо състояние.
Ремонтът е направен собственоръчно от Слоукъм, отнема 13 месеца и $553,62 (около $16 100 в долари от 2015 г.). След ремонта „Спрей“ е практически нов съд с дъбови кил, шпангоути, нос и фалшборд. Обшивката и палубата са борови, мачтата – от нюхемпширски смърч. За крепежни елементи са използвани винтове и гвоздеи.